# 그랜드 내셔널

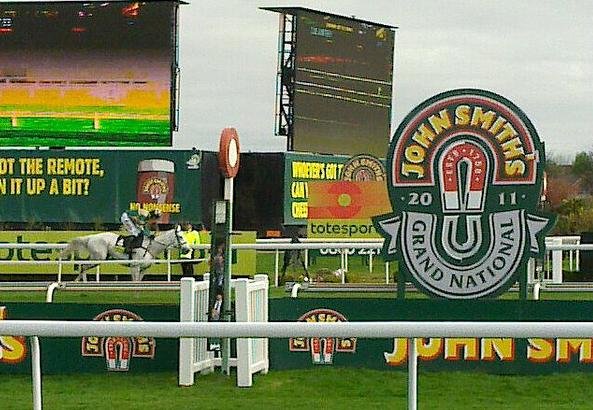
2011년 그랜드 내셔널

그랜드 내셔널(영어: Grand National)은 매년 4월 잉글랜드 리버풀 교외의 에인트리 에인트리 경마장에서 열리는 장애물 경마이다.
거리는 4 마일 514 야드 (약 6,907 미터)이다. 영국 문화에서 인기있고 중요한 행사 중 하나이다.
2005년부터는 맥주 회사 존 스미스(John Smith's Brewery)가 후원하고 있다. 2009년은 상금이 90만 파운드로 인상되어 장애물 경마로 세계 최고의 상금이다.